# Джугелия, Адгур Заурович
Адгур Заурович Джугелия (род. 6 мая 1985, Воскресенск, Московская область) — российский хоккеист, защитник.

## Биография
Абхаз. Начинал заниматься восточными единоборствами. Отец Заур Шамильевич Джугелия погиб во время грузино-абхазской войны. В 12 лет переехал в Москву, вслед за младшим двоюродным братом Энвером Лисиным стал играть в школе воскресенского «Химика». Затем занимался в ЦСКА, «Крыльях Советов», «Динамо». Играл в первой лиге чемпионата России за вторые команды «Динамо» (2001/02, 2004/05), саратовского «Кристалла» (2003/04), ХК «Дмитров» (2005/06), «Крыльев Советов» (2006/07 — 2007/08). В высшей лиге играл за «Липецк» (2004/05), ХК «Дмитров» (2005/06), «Капитан» Ступино (2007/08). Выступал за «Динамо» Минск в чемпионате Белоруссии (2004/05), за «Крылья Советов» в Суперлиге (2006/07).
Чемпион мира среди юниорских команд 2004 года.
В возрасте 22 лет завершил карьеру и занялся строительным бизнесом.